# Andrij Lunin
Andrij Oleksijowytsch Lunin (ukrainisch Андрій Олексійович Лунін, englisch Andriy Oleksiyovych Lunin; * 11. Februar 1999 in Krasnohrad) ist ein ukrainischer Fußballtorwart. Er steht bei Real Madrid unter Vertrag und wurde mit der U20 seines Heimatlandes 2019 Weltmeister.

## Karriere

### Verein
Nachdem Lunin zuvor für Arsenal Charkiw und Metalist Charkiw gespielt hatte, kam er in die Jugend des FK Dnipro. Ohne zuvor jemals im Profikader gestanden zu haben, debütierte er im Oktober 2016 in der Premjer-Liha, als er am elften Spieltag der Saison 2016/17 gegen Karpaty Lwiw in der Startelf stand. Zu Saisonende hatte er 22 Ligaeinsätze zu Buche stehen. Mit Dnipro musste er jedoch aus der höchsten ukrainischen Spielklasse absteigen.
Daraufhin wechselte er zur Saison 2017/18 zu Sorja Luhansk. Mit Sorja nahm er in jener Saison an der Europa League teil. Lunin kam in allen sechs Gruppenspielen zum Einsatz; Sorja schied als Dritter der Gruppe J in der Vorrunde aus. In der Liga kam Lunin zu 29 Einsätzen.
Zur Saison 2018/19 wechselte Lunin in die spanische Primera División zu Real Madrid, wo er einen bis Juni 2024 laufenden Vertrag erhielt. Zunächst war er als Ersatztorhüter hinter Keylor Navas und Kiko Casilla eingeplant. Nachdem mit Thibaut Courtois ein weiterer Torhüter verpflichtet worden war, wechselte Lunin Ende August 2018 leihweise bis zum Saisonende zum Ligakonkurrenten CD Leganés. Dort kam er hinter Iván Cuéllar zu 5 Einsätzen in der Primera División sowie zu 2 Einsätzen in der Copa del Rey.
Zur Sommervorbereitung 2019 kehrte Lunin zu Real Madrid zurück und war zu diesem Zeitpunkt hinter Thibaut Courtois und Keylor Navas der dritte Torwart. Kurz vor dem Beginn der Saison 2019/20 wechselte er für ein Jahr auf Leihbasis zum Ligakonkurrenten Real Valladolid. Dort war er hinter Jordi Masip Ersatztorwart. Da Lunin lediglich 2-mal in der Copa del Rey zum Einsatz gekommen war, wurde er Mitte Januar 2020 bis zum Saisonende an den Zweitligisten Real Oviedo weiterverliehen. Dort wurde Lunin auf Anhieb die Nummer 1 und kam in den restlichen 20 Spielen zum Einsatz.
Zur Saison 2020/21 kehrte Lunin erneut zu Real Madrid zurück und behielt die Rolle des zweiten Torhüters hinter Thibaut Courtois. Er kam in dieser Spielzeit einmal in der Copa del Rey zum Einsatz.

### Nationalmannschaft
Lunin spielte 2015 erstmals für die U17-Auswahl der Ukraine. Mit dieser nahm er 2016 auch an der Europameisterschaft teil. Dabei kam er in allen drei Spielen zum Einsatz; die Ukraine schied als Letzter der Gruppe B in der Vorrunde aus.
Im selben Jahr wurde er zudem erstmals in der U18-Auswahl eingesetzt. 2017 spielte er erstmals für die U19-Mannschaft.
Im Juni 2017 stand Lunin gegen Malta zum ersten Mal im Kader der A-Nationalmannschaft. Im Oktober 2017 debütierte er in der EM-Qualifikation gegen die Niederlande für die U21-Auswahl.
Im März 2018 gab er schließlich auch sein Debüt für die A-Nationalmannschaft, als er in einem Testspiel gegen Saudi-Arabien in der Startelf stand.
Seine größten Erfolge im Nationaltrikot seines Heimatlandes feierte er bei der U20-WM 2019 in Polen, wo er einerseits mit der Mannschaft den Titel holte und andererseits als bester Torhüter des Turniers ausgezeichnet wurde.

## Titel und Auszeichnungen

### Verein
International
- Champions-League-Sieger (2): 2022 (ohne Einsatz), 2024
- Klub-Weltmeister: 2022
- Interkontinental-Pokalsieger: 2024 (ohne Einsatz)
- UEFA-Super-Cup-Sieger (2): 2022, 2024 (ohne Einsatz)

Spanien
- Meister: 2022, 2024
- Supercupsieger: 2022 (ohne Einsatz), 2024

### Nationalmannschaft
- U20-Weltmeister: 2019

### Auszeichnungen
- Auszeichnung als bester Torhüter der U20-Weltmeisterschaft 2019
- Nominierung für die Kopa-Trophäe: 2019 (5. Platz)